# John W. Byrnes
John William Byrnes, född 12 juni 1913 i Green Bay, Wisconsin, död 12 januari 1985 i Marshfield, Wisconsin, var en amerikansk politiker (republikan). Han var ledamot av USA:s representanthus 1945–1973.
I kongressvalet 1944 besegrade Byrnes sittande kongressledamoten LaVern Dilweg. Han efterträddes 1973 i representanthuset av Harold Vernon Froehlich.
Byrnes var katolik.